# 15 км (зупинний пункт, Донецька залізниця, Олександрівський район)
15 км — пасажирська зупинна залізнична платформа Лиманської дирекції Донецької залізниці.
Розташована поблизу с. Новоолександрівка, Краматорський район, Донецької області. Платформа розташована на лінії Дубове — Покровськ між станціями Золоті Пруди (8 км) та Дубове (15 км).
Із 2007 р. пасажирське сполучення на даній ділянці припинене.
Зупинка була зведена в 1986 році, хоча залізниця в Новоолександрівці з'явилася ще в 1959 році. Поруч із зупинкою — заповідні урочища «Широкий ліс» і «Довгенький ліс». Залізниця тут проходить вододілом басейнів Дніпра і Дону, і згідно із джерелами XVII століття, тут проходив сумнозвісний Муравський шлях від Перекопу до Тули.